# نیکولای دیمیروف
نیکولای دیمیروف (انگلیسی: Nikolay Dimirov؛ زادهٔ ۶ ژوئن ۱۹۸۵) بازیکن فوتبال اهل بلغارستان است.